# Scarred for Life (Rose Tattoo)
Scarred for Life è il terzo album in studio dei Rose Tattoo, uscito nel 1982 per l'Etichetta discografica Albert Productions.

## Tracce
1. Scarred for Life (Anderson, Riley, Royall) 3:49
2. We Can't Be Beaten (Anderson, Riley) 3:04
3. Juice on the Loose (Anderson, Wells) 3:56
4. Who's Got the Cash (Anderson, Wells) 3:56
5. Branded (Riley, Troat) 6:39
6. Texas (Anderson, Wells) 3:09
7. It's Gonna Work Itself Out (Anderson, Riley) 3:56
8. Sydney Girls (Anderson, Wells) 3:30
9. Dead Set (Anderson, Leach)	3:15
10. Revenge (Anderson, Wells) 3:32

## Formazione
- Angry Anderson - voce
- Peter Wells - chitarra
- Rob Riley - chitarra
- Geordie Leach - basso
- Dallas "Digger" Royall - batteria